# GeneReviews
GeneReviews (транскр. Џин ривјуз; прев. „прегледи гена”) јест онлајн-збирка рецензираних чланака о наследним обољењима. Аутори чланака су познати клиничари и истраживачи из ове области, а чланци су прегледани од стране других експерата и уредника у америчком Националном центру за биотехнолошке информације (енгл. National Center for Biotechnology Information). Чланци се ажурирају сваке две или три године, а такође се према потреби и ревидирају када резултати истраживања доведу до нових релевантних открића. Текстови се могу претраживати по аутору, наслову, гену и називу конкретне болести или протеина.